# Hubrechtella atypica
Hubrechtella atypica är en djurart som tillhör fylumet slemmaskar, och som beskrevs av Senz 1992. Hubrechtella atypica ingår i släktet Hubrechtella och familjen Hubrechtidae. Inga underarter finns listade i Catalogue of Life.